# Floing (Austria)
Floing es una localidad del distrito de Weiz, en el estado de Estiria, Austria, con una población estimada a principio del año 2018 de 1195 habitantes. 
Se encuentra ubicada al noreste del estado, al noreste de la ciudad de Graz —la capital del estado— y cerca del río Raab y de la frontera con los estados de Burgenland y Baja Austria.